# 27988 Менабреа
27988 Менабреа (27988 Menabrea) — астероїд головного поясу, відкритий 7 листопада 1997 року.
Тіссеранів параметр щодо Юпітера — 3,192.